# Farzad Abdollahi
Pour les articles homonymes, voir Abdollahi.
Farzad Abdoullahi , né le 27 octobre 1990, est un taekwondoïste iranien.

## Palmarès

### Championnats du monde
- Médaille d'or des -80 kg du Championnat du monde 2011 à Gyeongju, (Corée du Sud)

### Championnats d'Asie
- Médaille d'or des -74 kg du Championnat d'Asie 2012 à Hô-Chi-Minh-Ville, (Viêt Nam)
- Médaille d'or des -74 kg du Championnat d'Asie 2010 à Astana, (Kazakhstan)
- Médaille d'or des -78 kg du Championnat d'Asie 2008 à Luoyang, (Chine)